# Communauté de communes du Pays de Banon
La communauté de communes du Pays de Banon est une ancienne communauté de communes française, située dans le département des Alpes-de-Haute-Provence en région Provence-Alpes-Côte d'Azur.

## Historique
Cette intercommunalité a été créée le 18 décembre 2002.
Le projet de schéma départemental de coopération intercommunale (SDCI), présenté le 21 avril 2011, prévoyait la création d'une communauté de communes regroupant douze communes. Le pôle du Pays de Banon a fait l'objet d'une extension de périmètre à deux communes isolées, Oppedette et Sainte-Croix-à-Lauze. Celui-ci est acté sans vote à la suite des réunions de la commission départementale de coopération intercommunale (CDCI) des 18 et 28 novembre 2011. Ces deux communes rejoignent la communauté de communes le 1er janvier 2013.
Elle a fusionné avec la communauté de communes de Haute-Provence pour former la « communauté de communes Haute-Provence Pays de Banon » au 1er janvier 2017.

## Territoire communautaire

### Géographie
La communauté de communes du Pays de Banon est située à l'ouest du département des Alpes-de-Haute-Provence, dans l'arrondissement de Forcalquier. Elle s'étend « du versant sud de la montagne de Lure jusqu'au plateau d'Albion ».

### Composition
La communauté de communes contenait les communes de Banon, L'Hospitalet, Montsalier, Oppedette, Redortiers, Revest-des-Brousses, Revest-du-Bion, La Rochegiron, Sainte-Croix-à-Lauze, Saumane, Simiane-la-Rotonde et Vachères.

### Démographie
| 1968  | 1975  | 1982  | 1990  | 1999  | 2008  | 2013  |
| ----- | ----- | ----- | ----- | ----- | ----- | ----- |
| 2 468 | 2 371 | 2 691 | 2 724 | 2 871 | 3 383 | 3 338 |

## Administration

### Siège
Le siège de la communauté de communes est situé à Banon.

### Les élus
La communauté de communes est gérée par un conseil communautaire composé de 25 membres représentant chacune des communes membres et élus jusqu'à la disparition de la structure intercommunale.
Ils sont répartis comme suit : trois élus pour la commune de Banon et deux élus pour les autres communes.

### Présidence
En 2014, le conseil communautaire a élu sa présidente, Brigitte Reynaud (maire de Revest-des-Brousses), et désigné ses trois vice-présidents qui sont :
1. Daniel Delory (conseiller municipal de Banon) ;
2. Claude Pellissier (maire de La Rochegiron) ;
3. Claude Maillet-Wicart (deuxième adjointe au maire de Saumane).

### Compétences
L'intercommunalité exerce des compétences qui lui sont déléguées par les communes membres :
- développement économique (zones d'activités, actions) ;
- aménagement de l'espace (organisation des transports non urbains) ;
- environnement et cadre de vie (assainissement non collectif, collecte et traitement des déchets ménagers et assimilés) ;
- action sociale ;
- construction ou aménagement, entretien, gestion d'équipements ou d'établissements culturels, socio-culturels, socio-éducatifs ou sportifs ;
- logement et habitat : politique du logement social, opération programmée d'amélioration de l'habitat ;
- tourisme.

### Régime fiscal et budget
La communauté de communes applique la fiscalité professionnelle unique, ainsi que la redevance d'enlèvement des ordures ménagères.
- Total des produits de fonctionnement : en 2013, 1 112 000 €uros, soit 328 €uros par habitant
- Total des ressources d’investissement : en 2013, 893 000 €uros, soit 262 €uros par habitant
- Endettement : au 31/12/2013, 639 000 €uros, dont 238 000 € autofinancés par les ressources générées par les réalisations à l'origine de l'emprunt, soit 118 €uros par habitant de dette résiduelle[4].

### Sources
- SPLAF (Site sur la Population et les Limites Administratives de la France)
- Base nationale sur l'intercommunalité